# Delir
Delirul este o stare confuzională cauzată de o multitudine de afecțiuni medicale (infecții, boli metabolice, traumatisme, etc) sau de consumul de substanță drogantă. Este o stare care poate deveni deosebit de periculoasă, putând provoca moartea bolnavului motiv pentru care este o urgență medicală. Delirium mai poate fi provocat prin întreruperea bruscă a consumului de alcool (se numește delirium tremens). Este incorect numit "delir". 
O stare delirantă constă în prezența uneia sau a mai multor idei false la o persoană, cu sau fără legătură între ele. Prognosticul depinde de cât de precoce este administrat tratamentul și de calitatea îngrijirii. 
O idee delirantă este o idee falsă, care nu corespunde realității. Caracteristica sa esențială este simplă:  ea duce la convingerea completă a persoanei. Diferența între această convingere, considerată de neînlăturat, și o idee falsă nedelirantă este deseori greu de stabilit. Deosebirea constă îndeosebi în gradul de certitudine a bolnavului referitor la această convingere. Manifestările de natură delirantă nu au întotdeauna o cauză psihiatrică; tratamentul lor este medicamentos și psihoterapeutic. 

## Temele ideilor delirante
Acestea variază de la o persoană la alta și depind în mare măsură de personalitate, istoric și cultură. Anumite teme sunt mai des întâlnite:
- ideile de grandomanie și sentimentul exagerat al capacităților proprii (megalomanie);
- ideile de persecuție;

- convingerea de a fi înșelat de partener (gelozie);
- sentimentul că tot ce se întâmplă în jurul tău se raportează la tine (referință);

Diferitele teme delirante se întâlnesc, fie în mod izolat, fie împreună, în numeroase boli mintale. Luate singure, nu pot orienta diagnosticul psihiatric, permițând însă stabilirea caracterului acut sau cronic al activității delirante.

## Cauzele delirului
Variază în funcție de bolile în cadrul cărora apare delirul.
- Schizofrenia. Activitățile delirante sunt probabil provocate de o tulburare în creier, de origine biologică.
- Paranoia. Raporturile între personalitate și delir sunt luate în considerare de ani buni în cadrul acestei boli. Delirul se manifestă în cadrul unei personalități predispuse, și anume personalitatea paranoică.
- Tulburările de dispoziție. Conform mai multor autori, se pare că manifestările delirante ar avea legătură cu personalitatea bolnavilor. Astfel, anumite persoane ar fi predispuse la delir atunci când au loc tulburări de dispoziție.

## Mecanismele delirului
Sunt în număr de patru:
- Interpretarea. Un raționament fals este realizat pornind de la o constatare justă. De exemplu, vecinul meu a tras perdelele pentru a informa serviciile secrete despre prezența mea.
- Intuiția. O idee imediată se impune drept certitudine la bolnav. De exemplu, sfârșitul lumii va fi mâine.
- Imaginația. Produsul imaginației se pune în mișcare, asemenea unui roman. De exemplu, trebuie să pregătesc sosirea extratereștrilor și să anunț lumea de venirea lor.
- Halucinațiile. Bolnavul vede obiecte sau aude voci care nu există în realitate.

## Tipuri

### Delirurile acute
Un delir apărut brusc se poate manifesta în cadrul anumitor boli. El impune, prin urmare, un examen medical și eventual examene complementare, mai ales în cazul în care persoana (în vârstă sau nu) nu are antecedente psihiatrice(poate fi vorba de alcoolism, de boli nervoase, infecțioase sau de natură endocrină).
Bufeul delirant acut se caracterizează prin apariția bruscă la o persoană tânără a unui delir cu teme multiple, însoțit de halucinații. Aceasta impune îngrijiri imediate, cel mai adesea acordate în spital, în baza tulburărilor de comportat care îl însoțesc. Evoluția sa este adesea favorabilă, dar uneori poate recidiva. Bufeul delirant acut poate fi prima manifestare a unei boli maniaco-depresive sau, uneori, mai ales când ameliorarea nu este nu este completă, a unei schizofrenii.
Tulburările de dispoziție pot însoți uneori manifestările delirante, având loc cu ocazia unui acces depresiv (depresie delirantă) sau maniac (manie delirantă). Administrarea de substanțe toxice (în special LSD) poate, de asemenea, sta la baza manifestărilor delirante.

### Delirurile cronice
Sunt prezente cu precădere în schizofrenie și în paranoia.
- Schizofrenia. delirul este frecvent la schizofrenici și însoțește alte semne ale acestei boli.
- Delirurile paranoice. Acestea se caracterizează în special printr-un discurs aparent foarte logic, bine construit și argumentat, care poate fi luat foarte bine de bun; conținutul acestuia este legat întotdeauna de un sentiment de persecuție.

## Tratamentul
Tratamentul constă în esență în neuroleptice și terapie, atunci când acesta este posibilă. În paranoia, rezultatele sunt dezamăgitoare, în măsura în care, dacă delirul poate fi redus, doar în cazuri rare se instalează critica și pacientul solicită îngrijiri; acesta provoacă întreruperi de luare în evidență și de tratament, recidive și spitalizări din ce în ce mai dese, împotriva voinței bolnavului, din cauza tulburărilor de comportament, din cauza gradului de periculozitate al pacienților și a lipsei de recunoaștere a tulburărilor lor.

## Psihoza halucinatorie cronică
Afectează îndeosebi femeile de peste 50 de ani, văduve sau celibatare, și se manifestă prin halucinații care dau naștere unor idei delirante. Psihoza halucinatorie evoluează în general favorabil, în măsura în care tratamentele neuroleptice sunt active și atunci când bolnavii le acceptă.